# Ixodes frontalis
Ixodes frontalis (Panzer, 1975) es una garrapata, que generalmente se considera estrictamente específica de las aves. Un macho y 4 ninfas fueron obtenidos mediante el método de etiquetado y/o marcado en dos unidades geomorfológicas diferentes, en el Karst de Eslovaquia y la cuenca Zvolen, en las recolecciones de otoño de 2011, y en la primavera y el otoño de 2012. El hecho de se hayan podido capturar Ixodes frontalis en varias etapas de su desarrollo sobre la vegetación es compatible con una de las siguientes hipótesis: 
1. las garrapatas son frecuentemente transportadas de un lugar a otro por las aves migratorias, o
2. existe actualmente en Europa central una población sobreviviente permanente.